# جون كوربيت (كيميائي)
جون كوربيت (بالإنجليزية: John Corbett)‏ هو كيميائي أمريكي، ولد في 23 مارس 1925، وتوفي في 2 سبتمبر 2013.